# Univerzita v Santiago de Compostela
Univerzita v Santiagu de Compostela (galicijsky Universidade de Santiago de Compostela, španělsky Universidad de Santiago de Compostela, zkratka USC) je největší a nejstarší univerzita v Galicii. Vznikla roku 1495 a až do roku 1990, kdy se oddělily kampusy ve Vigu a v A Coruña, byla jedinou galicijskou univerzitou.
Univerzita má 2 kampusy v Santiagu (Norte – sever a Sur – jih) a kampus v Lugu. Všeobecná knihovna a rektorát sídlí v paláci Fonseca a Colexio de San Xerome v centru Santiaga. Celkem má univerzita 19 fakult; počet studentů se pohybuje okolo 35 až 40 tisíc.